# ایست گارستون
ایست گارستون (به انگلیسی: East Garston) یک روستا و محله مدنی در بریتانیا است که در بارکشر غربی واقع شده‌است. ایست گارستون ۸٫۰۵ کیلومتر مربع مساحت و ۴۵۹ نفر جمعیت دارد.